# Hymenophyllum foxworthyi
Hymenophyllum foxworthyi är en hinnbräkenväxtart som beskrevs av Edwin Bingham Copeland. Hymenophyllum foxworthyi ingår i släktet Hymenophyllum och familjen Hymenophyllaceae. Inga underarter finns listade.